# Tsuchiya Masatsugu
Tsuchiya Masatsugu (土屋 昌次 (Thổ Ốc Dương Thứ) Tsuchiya Masatsugu, 1544 - 9 tháng 7, 1575) là một samurai, con thứ hai của Karamaru Torayoshi (mất năm 1572). Ông đã tham gia nhiều trận chiến của Takeda Shigen, trong đó nổi tiếng nhất là trận Kawanakajima lần thứ 4. Ông đã có ý định tự sát sau cái chết của Shigen vào năm 1573 nhưng Kosaka Masanobu đã thuyết phục được ông tiếp tục sống để phục vụ nhà Takeda. Ông bị giết 2 năm sau đó, bị bắn chết tại trận chiến Nagashino. Ba người con trai của ông là những tướng lĩnh cuối cùng của nhà Takeda, họ đều bị tử trận khi cố gắng cầm cự quân của nhà Oda ở Temmokuzan để kéo dài thời gian cho chủ nhân của mình Takeda Katsuyori tiến hành nghi thức tự sát.